# Lit (gruppo musicale)
I Lit sono un gruppo musicale rock alternativo statunitense, formatosi nel 1989 come con il nome di Razzle. Pochi anni più tardi il gruppo cambiò stile musicale e il proprio nome in Stain, ma siccome altre band usavano nomi simili, nel 1996 scelsero il nome definitivo di Lit.

## Storia del gruppo
Il gruppo arriva alla celebrità nel 1999 con l'album di platino A Place in the Sun. Da A Place in the Sun sono stati tratti i singoli: My Own Worst Enemy (che mantenne la posizione numero uno nella classifica per tre mesi e ricevette il Billboard Music Award per la canzone di maggior successo del 1999), Ziplock e Miserable, che è stata la canzone della top-ten più ascoltata nel 2000 e famoso per la presenza di Pamela Anderson nel video.
Il 2000 è un anno di grandi successi anche per Over My Head, brano della colonna sonora di Titan A.E. di Don Bluth, il cui video fonde in computer grafica il gruppo ad alcune scene del lungometraggio animato.
Hanno fatto più di 286 show e girato il mondo in supporto all'album A Place in the Sun. Oltre al Vans Warped Tour hanno partecipato a Woodstock 1999; la band è andata in tour con The Offspring, Garbage e No Doubt.
A Place in the Sun ha fatto seguito nel 2001 la pubblicazione di Atomic, con la top-ten hit Lipstick & Bruises, ma è stato un fallimento commerciale. I Lit fecero un nuovo tour in supporto ad Atomic con Kid Rock e Butch Walker. 
Nel 2003 lasciarono la casa discografica RCA e fecero un piccolo tour prima di pubblicare, il 24 giugno 2005, l'album Lit con l'etichetta DRT Entertainment. Il singolo Looks Like They Were Right entrò nella classifica delle hit top 40, ma l'album fu di poco successo. Nel marzo 2006 la band ha aperto un ristorante/bar a Fullerton in California chiamato "The Slidebar".
Il chitarrista Jeremy Popoff è apprezzato nella comunità dei chitarristi, frequentemente è apparso nelle riviste di chitarra e la sua chitarra Fender firmata apparì nel calendario 2005 delle chitarre Fender.
Il 5 maggio 2008 la band comunica, attraverso il suo sito, che Allen Shellenberger, batterista della formazione, è stato diagnosticato un cancro maligno al cervello. Sotto la cura dei dottori Hunt e Black, presso il Cedars-Sinai Maxine Dunitz Neurosurgical Institute, Shellenberger segue il trattamento chemioterapico. La band si vede pertanto costretta a rimandare ogni progetto a data da destinarsi, e soprattutto, a rinunciare al tour di concerti in Europa programmato per l'estate 2008, che li avrebbe visti come gruppo di supporto ai Kiss in diverse date.
Nonostante le cure, Allen Shellenberger muore il 13 agosto 2009 a soli 39 anni.
Sul proprio sito ufficiale la band annuncia che arriverà un nuovo batterista e che torneranno in studio per un nuovo album nel 2010.
Il 27 dicembre 2009 i Lit annunciano l'ingresso di Nathan Walker come nuovo batterista.
Nel settembre 2010 Kevin Baldes conferma che i Lit sono in studio per le registrazioni del loro sesto studio album. La band ha scelto come produttore Marti Frederiksen (che ha lavorato con Aerosmith, Def Leppard, Mötley Crüe, Foreigner, Sheryl Crow, Faith Hill).
Nel luglio 2011 la band, ancora in studio per le registrazioni, ha pubblicato il video della demo di You Tonight. Nel dicembre dello stesso anno la band ha annunciato che l'album è in uscita per la Megaforce Records con il titolo di The View from the Bottom il 19 giugno 2012.

## Formazione
Attuale
- A. Jay Popoff - voce (1989-presente)
- Jeremy Popoff - chitarra, voce secondaria (1989-presente)
- Kevin Baldes - basso (1989-presente)
- Nathan Walker - batteria (2009-presente)

Ex componenti
- Allen Shellenberger - batteria (1989-2009)

## Discografia

### Album in studio
- 1997 – Tripping the Light Fantastic
- 1999 – A Place in the Sun
- 2001 – Atomic
- 2004 – Lit
- 2012 – The View from the Bottom
- 2017 – These Are The Days
- 2022 – Tastes Like Gold

### Raccolte
- 2004 – Platinum & Gold Collection

### EP
- 1996 – Five Smokin' Tracks from Lit

### Singoli
- 1997 – Bitter
- 1999 – My Own Worst Enemy
- 1999 – Ziplock
- 2000 – Miserable
- 2000 – Over My Head
- 2001 – Lipstick And Bruises
- 2002 – Addicted
- 2004 – Looks Like They Were Right
- 2004 – Times Like This
- 2012 – You Tonight
- 2016 – Fast
- 2018 – Good Problem To Have

## Videografia

### Album video
- All Access

### Video musicali
- 1997 – Bitter
- 1999 – My Own Worst Enemy
- 1999 – Ziplock
- 2000 – Miserable
- 2000 – Over My Head
- 2000 – Four
- 2000 – Best Is Yet To Come Undone
- 2001 – Lipstick And Bruises
- 2002 – Something To Someone
- 2002 – Live For This
- 2004 – Looks Like They Were Right
- 2004 – Too Fast For A U-Turn
- 2006 – Needle & Thread

### Colonne sonore
- 2000 - Titan A.E. include Over My Head
- 2000 - Ready to Rumble include My Own Worst Enemy
- 2000 - Le riserve include Ziplock
- 2001 - Out Cold include Lipstick and Bruises
- 2001 - American Pie 2 include A Place in the Sun
- 2001 - American Pie 2 include The Last Time Again
- 2002 - Orange County include Everything's Cool
- 2002 - Clockstoppers include Quicksand
- 2002 - Mr. Deeds include Happy in the Meantime (remix)
- 2012 - American Pie: Ancora insieme include My Own Worst Enemy

### Apparizioni in compilation
- 1999 - Woodstock 1999